# 中國體
中國體（阿拉伯语：‎）是一種在中国使用的阿拉伯語書法字體，以其粗線條為特徵。常見於中國大多数地區的清真寺，早期由穆斯林带入中国，其中融合了苏勒斯体、纳斯赫体、波斯体、迪瓦尼体的一些书写技巧。

## 图集

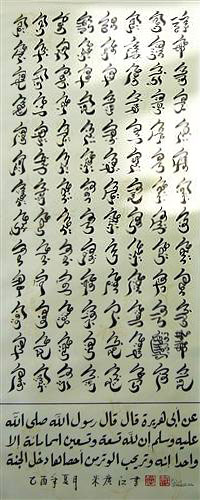
用中国体书写真主的九十九個尊名
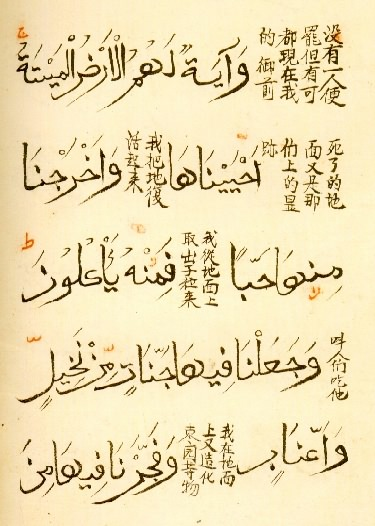
带中文翻译的《古兰经》
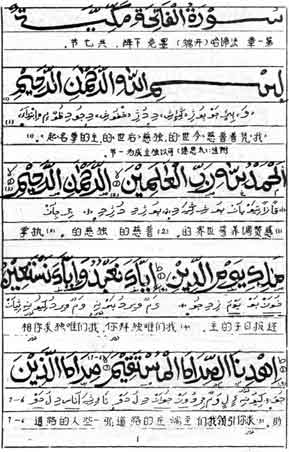
中文翻译的《古兰经》，用小儿经和汉字书写
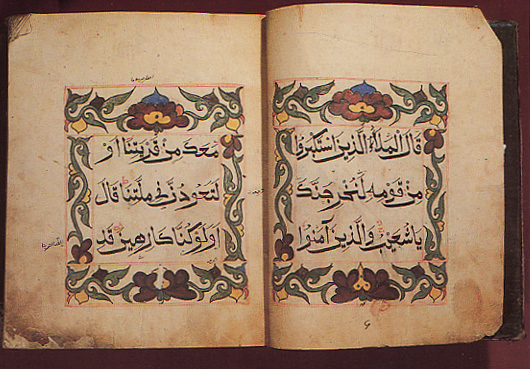
中国体书写的《古兰经》
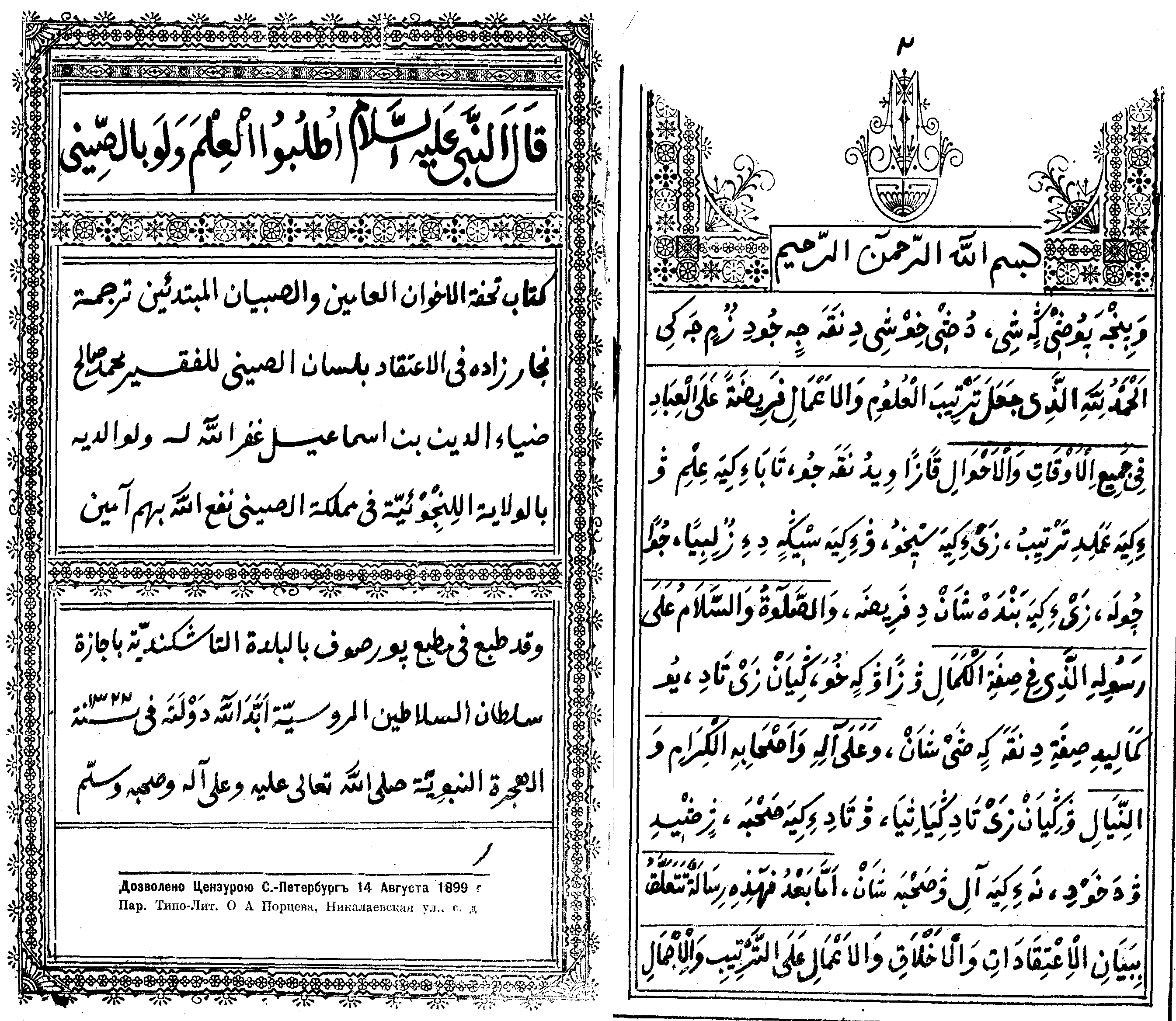
1899年在塔什干出版的一部伊斯兰专著。阿拉伯语原文下面补充用小儿经标记的汉语译文。
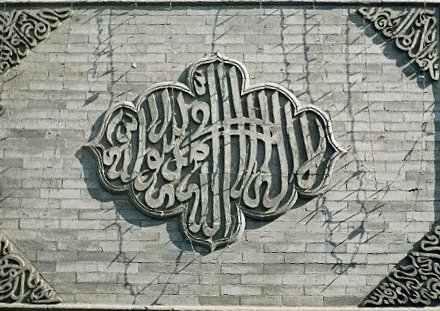
西安大清真寺上的书法，可追溯至明代
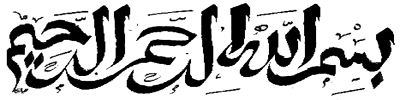
中国体的范文